# Microregione di Floriano
Floriano è una microregione del Piauí in Brasile, appartenente alla mesoregione di Sudoeste Piauiense.
È una suddivisione creata puramente per fini statistici, pertanto non è un'entità politica o amministrativa.

## Comuni
È suddivisa in 12 comuni:
- Canavieira
- Flores do Piauí
- Floriano
- Guadalupe
- Itaueira
- Jerumenha
- Nazaré do Piauí
- Pavussu
- Rio Grande do Piauí
- São Francisco do Piauí
- São José do Peixe
- São Miguel do Fidalgo